# Фурманов, Борис Александрович
Борис Александрович Фурманов  (17 декабря 1936, Северодонецк, Луганская область, Украинская ССР, СССР — 7 февраля 2022, Москва) — советский и российский государственный деятель, Министр архитектуры, строительства и жилищно-коммунального комплекса Российской Федерации (1991—1992), Член Правительства РФ (1990—1992). Почётный член Российской академии архитектуры и строительных наук.

## Биография
Родился 17 декабря 1936 года в городе Северодонецке Луганской области. В 1941 году семья Фурмановых была эвакуирована в посёлок Северский Полевского района Свердловской области.
В 1954 году окончил мужскую среднюю школу № 7 в Первоуральске Свердловской области, в 1959 году — строительный факультет Уральского политехнического института по специальности «промышленное и гражданское строительство».
Трудовую деятельность начал мастером в тресте «Уралтяжтрубстрой» Главсредуралстроя Минтяжстроя СССР.
До 1982 года работал в строительных организациях Первоуральска, Нижнего Тагила, Свердловска. Последняя занимаемая должность — заместитель начальника Главсредуралстроя. Затем четыре года — заведующий отделом строительства Свердловского областного комитета КПСС.
С 1986 года — заместитель главы Минтяжстроя СССР, Минуралсибстроя СССР.
В 1990—1992 годах — член правительства Российской Федерации, председатель Государственного комитета по архитектуре и строительству РСФСР, министр архитектуры, строительства и жилищно-коммунального хозяйства России.
С 1993 года— заместитель председателя Экспертного совета при Президенте Российской Федерации, заместитель министра экономики России.
С 1994 по 2001 год — заместитель председателя Государственной инвестиционной корпорации.
Являлся почётным членом Российской академии архитектуры и строительных наук, почётным членом Российского научно-технического общества строителей, действительным членом Академии транспортного строительства России.
Б. А. Фурманов автор технических статей по вопросам строительства, был членом редакционного совета антологии «Строители России. XX век», а так же редактором тома антологии «Наука и научно-технический прогресс XX века». На его счету несколько изобретений.
Автор сборников лирических стихов «Равновесие» (1991), «Наваждение» (1994), мемуаров «На ступеньках лестницы» (2002), «Древо» (2003), «На ступеньках лестницы. Книга вторая» (2006), «Российское НТО строителей» (2012), а также двух книг для детей «Похождения Малопала» (2010).
С 1991 по 2011 год — президент Российского научно-технического общества строителей.
Скончался 7 февраля 2022 года. Похоронен в Екатеринбурге на Широкореченском кладбище рядом с отцом.

## Награды и звания
- Орден Трудового Красного Знамени (1978);
- Орден Дружбы народов (1986);
- Медаль «За освоение целинных и залежных земель» (1957);
- Заслуженный строитель Российской Федерации (1995)[6];
- Почётный строитель России;
- Лауреат премии Совета Министров СССР;
- Благодарность Президента Российской Федерации (2000)[7].